# Saison 12 de South Park
Chronologie
Saison 11 Saison 13
Cet article présente le guide des épisodes de la douzième saison de la série télévisée South Park.

## Épisodes
| № | #  | Titre                                             | Réalisation | Scénario    | Première diffusion |
| --- | -- | ------------------------------------------------- | ----------- | ----------- | ------------------ |
| 168 | 1  | Amygdales Tonsil Trouble                          | Trey Parker | Trey Parker | 12 mars 2008       |
| Cartman attrape le VIH à la suite d'une ablation des amygdales. Kyle s'en réjouit presque. Sauf une fois que lui aussi est contaminé... Par Cartman ! |    |                                                   |             |             |                    |
| 169 | 2  | Le Nouveau Look de Britney Britney's New Look     | Trey Parker | Trey Parker | 19 mars 2008       |
| Stan et Kyle sont embrigadés dans la célébrité de Britney Spears dont les problèmes s'aggravent. La fin de l'épisode est une référence au film The Wicker Man. |    |                                                   |             |             |                    |
| 170 | 3  | Planète Gros Nibards Major Boobage                | Trey Parker | Trey Parker | 26 mars 2008       |
| Kenny est complètement accro à la nouvelle drogue en vogue : la pisse de chat, qui permet de rejoindre l'univers du film Métal hurlant. La ville se mobilise... |    |                                                   |             |             |                    |
| 171 | 4  | Canada en grève Canada On Strike                  | Trey Parker | Trey Parker | 2 avril 2008       |
| Lassé d'être ridiculisé, le Canada se met en grève pour avoir plus d'argent et du respect. Cependant personne ne prend cette grève au sérieux excepté les enfants. Kyle entreprend une négociation avec le chef du bureau mondial du Canada...                                  |    |                                                   |             |             |                    |
| 172 | 5  | Ciel, une quéquette ! Eek, A Penis!               | Trey Parker | Trey Parker | 9 avril 2008       |
| Mme Garrison cherche à redevenir l'homme qu'elle a toujours été. En son absence, Cartman doit faire la classe. |    |                                                   |             |             |                    |
| 173 | 6  | Y'a plus Internet Over Logging                    | Trey Parker | Trey Parker | 16 avril 2008      |
| Un matin, South Park se retrouve sans Internet. Randy entend que la Californie aurait Internet, et décide d'y migrer. |    |                                                   |             |             |                    |
| 174 | 7  | Un épisode chez les cow-boys Super Fun Time       | Trey Parker | Trey Parker | 23 avril 2008      |
| Un voyage d'étude tourne au drame quand les enfants sont pris en otage. Entretemps Cartman et Butters ont préféré sécher pour aller s'amuser dans un centre. |    |                                                   |             |             |                    |
| 175 | 8  | Le Ploblème chinois The China Probrem             | Trey Parker | Trey Parker | 8 octobre 2008     |
| Cartman doit affronter seul les chinois alors que Kyle doit gérer son traumatisme à la suite du visionnage d'un viol horrible... |    |                                                   |             |             |                    |
| 176 | 9  | Le Combat Breast Cancer Show Ever                 | Trey Parker | Trey Parker | 15 octobre 2008    |
| Wendy menace Cartman d'un combat après que celui-ci a tenu une fois de plus des propos déplacés à son encontre. Seulement malgré la colère de la fillette, tous les paris sont sur Cartman. Tout le monde sait qu'une fille ne peut pas gagner contre un garçon à la bagarre... |    |                                                   |             |             |                    |
| 177 | 10 | Pandémie Pandemic                                 | Trey Parker | Trey Parker | 22 octobre 2008    |
| Les garçons trouvent un moyen efficace de gagner de l'argent en jouant de la musique péruvienne. Ils font appel à Craig pour leur prêter de l'argent afin d'acheter les costumes. Malheureusement cela ne tourne pas bien...                                                    |    |                                                   |             |             |                    |
| 178 | 11 | Pandémie 2, La Terreur Pandemic 2 : The Startling | Trey Parker | Trey Parker | 29 octobre 2008    |
| Les garçons sont toujours en route pour le Pérou. À South Park, la situation est de plus en plus chaotique et les habitants doivent gérer une invasion de cochons d'Inde. |    |                                                   |             |             |                    |
| 179 | 12 | À propos d'hier soir... About Last Night...       | Trey Parker | Trey Parker | 5 novembre 2008    |
| Tandis que les partisans d'Obama fêtent sa victoire à l'élection présidentielle, les pro-McCain dépriment. Les candidats à la présidentielle préparent en fait un plan, bien loin de leurs ambitions présidentielles.                                                           |    |                                                   |             |             |                    |
| 180 | 13 | Elementary School Musical                         | Trey Parker | Trey Parker | 12 novembre 2008   |
| L'école est folle d'High School Musical. Les gamins se jurent de ne jamais céder à cette mode. Pourtant Stan craint de perdre Wendy et doit de gré ou de force s'y impliquer...                                                                                                 |    |                                                   |             |             |                    |
| 181 | 14 | L'Impunissable The Ungroundable                   | Trey Parker | Trey Parker | 19 novembre 2008   |
| Butters voit des vampires partout. Les gothiques trouvent des adversaires à leur taille avec le nouveau look vampire, que les enfants n'arrivent pas vraiment à différencier.                                                                                                   |    |                                                   |             |             |                    |

## Accueil
La saison 12 est marquée par une critique largement plus sévère que sur les saisons précédentes.
On constate par exemple un énorme différentiel entre la saison 11 où nombre d'épisodes sont très bien notés sur TV.com et le sont toujours (un grand nombre d'entre eux dépassant la barre des 9.0/10), alors qu'aucun épisode de la saison 12 ne dépasse les 9.0/10. Les seuls épisodes à atteindre péniblement le score de 8.9 ou 9.0/10 sont Planète Gros Nibards et À propos d'hier soir.... De même sur IMDb, aucun épisode de cette saison n'atteint 8.5/10 de moyenne.
La réception critique générale a été en dents de scie mais un certain nombre d'épisode de cette saison ne font clairement pas l'unanimité : Le Nouveau Look de Britney est souvent considéré comme peu drôle, décousu et choquant (l'épisode ne cède cependant pas à la facilité en matière de satire). Le Ploblème chinois, épisode de « retour » en mi-saison, a été décrié par de nombreux fans (et est l'épisode le plus mal noté de la saison sur TV.com avec 7.23/10). De même, le deux-parties Pandémie a déçu de nombreux fans notamment pour comporter d'un épisode à l'autre les mêmes gags.
Il semble qu'en réponse, les auteurs aient centré plus d'épisodes de la seconde partie sur l'école de South Park (Le Combat, Elementary School Musical, L'Impunissable), ce qui a donné des épisodes assez bien reçus par la critique. Il est toutefois à noter qu'un des succès critiques de la saison, À propos d'hier soir..., est centré sur un fait d'actualité.
Selon IMDB, Le Nouveau Look de Britney est le plus mauvais épisode de la saison (6.8/10) et Planète Gros Nibards le meilleur (8.4/10). Selon TV.com, le meilleur épisode est Planète Gros Nibards (9.0/10), et le pire serait Le Ploblème chinois (7.2/10)
Cette saison est une des rares dont aucun épisode n'a été soumis aux Emmy Awards.